# Umar Kremlev
 Umar Nazarovich Kremlev  (en ruso: Умар Назарович Кремлёв; nacido en Sérpujov, República Socialista Federativa Soviética de Rusia el 1 de noviembre de 1982) - es un funcionario deportivo ruso, filántropo y benefactor. Ha sido Secretario General y Miembro del Comité Ejecutivo de la Federación Rusa de Boxeo desde febrero de 2017.

## Biografía
Umar Nazarovich Kremlev recibió educación superior en la Academia Estatal de Servicios Públicos y Construcción de Moscú. Se afirma que Kremlev trabajó en una empresa de transporte Transstroykom LLC y de 2009 a 2012 se desempeñó como Presidente del Centro para el Desarrollo Estratégico y la Modernización.
Él ha estado involucrado en el boxeo desde su juventud. Hasta julio de 2017, fue Jefe de Patriot Boxing Promotions y trabajó estrechamente con boxeadores líderes como Roy Jones, Jr., Fedor Chudinov, Dmitry Chudinov y Mijaíl Aloyán. Ahora está trabajando activamente y promoviendo el Centro de Progreso de Boxeo en Moscú.
El 1 de febrero de 2017 Umar Kremlev se convirtió en Secretario General y Miembro del Comité Ejecutivo de la Federación Rusa de Boxeo. Participó en la organización de eventos mundiales de boxeo a gran escala como la semifinal Murat Gassiev - Junier Dorticos World Boxing Super Series y la final Oleksandr Usyk-Murat Gassiev World Boxing Super Series, así como el Campeonato Mundial AIBA Masculino y Femenino 2019 organizado por las ciudades de Ekaterimburgo y Ulan-Ude, Rusia. Fue pionero en la celebración del Boxing Day en Rusia, que el 8 de febrero de 2019 se convirtió en una fiesta internacional celebrada en todo el mundo el 22 de julio (en 2017 Kremlev organizó una sesión de entrenamiento abierta en la Plaza Roja con la participación de alrededor de 3 mil personas). También inició los Foros Globales de Boxeo que tuvieron lugar del 1 al 4 de febrero de 2018 en Sochi y del 12 al 16 de junio de 2019 en Ekaterimburgo.
El 3 de noviembre de 2018, Umar Kremlev fue elegido por mayoría de votos (63 votos) para el Comité Ejecutivo de la Asociación Internacional de Boxeo (AIBA) en el Congreso de AIBA en Moscú y, por lo tanto, se convirtió en el primer ruso en ser nombrado Miembro del Comité Ejecutivo de AIBA.
El 23 de febrero de 2019 fue elegido por mayoría de votos (25 de 40) Primer Vicepresidente de la Confederación Europea de Boxeo (EUBC) en la Asamblea General de la EUBC celebrada en Moscú.
El 21 de noviembre de 2019, en la reunión extraordinaria del Comité Ejecutivo de AIBA, Umar Kremlev fue nombrado presidente de la Comisión de Marketing de AIBA y organizó los foros continentales de AIBA para los países de América, Oceanía y Asia en 2020.

## Premio
Umar Kremlev fue galardonado con la Medalla de la Orden "Por el Mérito a la Patria", II grado (el 11 de marzo de 2020) por una gran contribución al desarrollo de la cultura física y el deporte y el trabajo diligente.
Según Kremlev, fue galardonado con el Certificado de Honor del Presidente de la Federación Rusa, la medalla "25 años desde el establecimiento del Servicio de Seguridad Presidencial", recibió el agradecimiento del Presidente de la Federación Rusa "para muchos años de trabajo diligente y actividades sociales activas" y la Cruz de la Orden Internacional de San Jorge Gloria.